# 宕渠郡
宕渠郡（とうきょ-ぐん）は、中国にかつて存在した郡。後漢末から隋代にかけて、現在の四川省北東部に設置された。

## 概要
218年（建安23年）、劉備により巴郡の宕渠・宣漢・漢昌の3県が分割されて、宕渠郡が立てられた。宕渠郡は梁州に属し、郡治は宕渠県に置かれた。222年（蜀漢の章武2年）、宕渠郡は廃止され、巴西郡に編入された。延熙年間、再び宕渠郡が立てられ、王士が太守となった。9年後に廃止された。304年（西晋の永興元年）、李雄により再び宕渠郡が立てられた。
439年（南朝宋の元嘉16年）、宕渠郡は梁州から益州に転属したとされる。いっぽう梁州に南宕渠郡が立てられ、宕渠・漢興・宣漢・宋康の4県を管轄した。益州の「南宕渠郡」は宕渠・漢興・宣漢の3県を管轄した。以上のように『宋書』州郡志の記述は混乱しており、経緯は定かではない。
南朝斉のとき、梁州に南宕渠郡・北宕渠郡・東宕渠郡があり、益州に西宕渠郡・東宕渠獠郡があった。梁州の南宕渠郡は宕渠・漢初・宣漢・宋康の4県を管轄した。益州の西宕渠郡は宕渠・宣漢・漢初・東関の4県を管轄した。東宕渠獠郡は宕渠・平州・漢初の3県を管轄した。
南朝梁のとき、渠州が立てられ、宕渠郡は境陽郡と改められた。
583年（開皇3年）、隋が郡制を廃すると、境陽郡は廃止されて、渠州に編入された。607年（大業3年）に州が廃止されて郡が置かれると、渠州が宕渠郡と改称された。宕渠郡は流江・賨城・宕渠・咸安・隣水・墊江の6県を管轄した。
618年（武徳元年）、唐により宕渠郡は渠州と改められた。